# Canton de Mâcon-Nord
Le canton de Mâcon-Nord est un ancien canton français situé dans le département de Saône-et-Loire et la région Bourgogne-Franche-Comté.

## Histoire
Le canton est créé en 1801 comme celui de Mâcon-Sud. En 1973, le territoire est modifié à la suite de la création du canton de Mâcon-Centre.
Le canton de Mâcon-Nord a donné son nom à un syndicat intercommunal ayant fonctionné pendant environ 80 ans au profit des localités du Nord-Mâconnais : le Syndicat intercommunal de cylindrage de Mâcon-Nord, chargé d'effectuer des travaux de voirie au profit des communes adhérentes (32 localités lors de sa dissolution en 2018).

## Représentation

### Conseillers généraux de 1833 à 2015
| Période | Période                   | Identité                             | Étiquette              | Qualité |
| ------- | ------------------------- | ------------------------------------ | ---------------------- | --- |
| 1833    | 1848                      | Alphonse de Lamartine                | Centre gauche          | Écrivain, propriétaire à Mâcon Représentant du peuple du Nord (1833-1837) Représentant du peuple de Saône-et-Loire (1837-1848)     |
| 1848    | 1852                      | Philibert Ernest Martin              |                        | Chef d'institution à Mâcon |
| 1852    | 1855                      | Ange Henry de Vitallis               |                        | Propriétaire, directeur des contributions directes à Mâcon                                                                         |
| 1855    | 1869 (décès)              | Louis-Antoine de Robin de Barbentane | Majorité dynastique    | Propriétaire Maire de Saint-Jean-le-Priche Député (1852-1869)                                                                      |
| 1869    | 1871                      | Jules Piot                           |                        | Négociant en vins à Mâcon |
| 1871    | 1886                      | Étienne Boullay                      | Républicain            | Négociant en vins Député (1885-1893)                                                                                               |
| 1886    | 1904                      | Jean Chambard                        | Rad.                   | Agriculteur, maire de Saint-Maurice-de-Satonnay (1870-1877) puis de Charbonnières (1881-1884, 1886-?), conseiller d'arrondissement |
| 1904    | 1919                      | Jean-Pierre Simonet                  | Rad.                   | Maire de Berzé-la-Ville, conseiller d'arrondissement Député (1910-1914)                                                            |
| 1919    | 1943 (démission d'office) | Jean Pelletier                       | Rad.                   | Enseignant Maire de Flacé-lès-Mâcon Sénateur (1927-1944) Révoqué par le Gouvernement de Vichy                                      |
|         |                           |                                      |                        | |
| 1942    | 1945                      | Gustave Poulachon                    |                        | Avocat Maire de Mâcon (1940-1944) Nommé conseiller départemental en 1942                                                           |
|         |                           |                                      |                        | |
| 1945    | 1946 (annulation)         | Louis Simonet                        | PCF                    | Vigneron et débitant de boissons Maire de Berzé-la-Ville                                                                           |
| 1946    | 1951                      | Louis Escande                        | SFIO                   | Ingénieur, adjoint au Maire de Mâcon                                                                                               |
| 1951    | 1958                      | Louis Simonet                        | PCF                    | Vigneron et débitant de boissons Maire de Berzé-la-Ville                                                                           |
| 1958    | 1976                      | Louis Escande                        | SFIO puis DVG puis DVD | Maire de Mâcon (1953-1977) Député SFIO (1962-1968)                                                                                 |
| 1976    | 1988                      | Michel-Antoine Rognard               | PS                     | Avocat Maire de Mâcon (1977-2001)                                                                                                  |
| 1988    | 1994                      | Hervé Joubert                        | PS puis DVG            | Chef d'entreprise Adjoint au Maire de Mâcon                                                                                        |
| 1994    | 2008                      | Jacqueline Falconnet                 | RPR                    | Pharmacien Conseillère municipale de Mâcon                                                                                         |
| 2008    | 2015                      | Gérard Colon                         | UMP                    | Chef d'entreprise, adjoint au Maire de Mâcon                                                                                       |

### Conseillers d'arrondissement (de 1833 à 1940)
| Période                                  | Période          | Identité                                    | Étiquette         | Qualité |
| ---------------------------------------- | ---------------- | ------------------------------------------- | ----------------- | --- |
| 1833                                     | 1839             | Bernard Marie Guillaume Bonnet-Rivet        |                   | Négociant, maire de Flacé                                                                                   |
| 1839                                     | 1848             | Claude Louis François Chamborre (1797-1875) |                   | Négociant, propriétaire à Charnay-lès-Mâcon                                                                 |
| 1848                                     | 1852             | Jean-Baptiste Guichard                      |                   | Avocat à Mâcon                                                                                              |
| 1852                                     | 1869 (décès)     | Adolphe Pellissier (1803-1869)              |                   | Banquier, ancien Président du Tribunal de commerce de Mâcon                                                 |
| 1869                                     | 1871             | Antoine Dubaut (1826-1901)                  |                   | Propriétaire, maire de Laizé                                                                                |
| 1871                                     | 1885 (démission) | M. Guichard                                 | Républicain       | Propriétaire et négociant à Saint-Sorlin                                                                    |
| 10 janv. 1886                            | 1886             | Jean Chambard                               | Républicain       | Agriculteur, maire de Charbonnières                                                                         |
| 1886                                     | 1903 (décès)     | Antoine Danaud (1839-1903)                  | Radical           | Propriétaire, conseiller municipal de Mâcon, Président de la Libre Pensée                                   |
| 8 mars 1904                              | 1904             | Jean-Pierre Simonet                         | Radical           | Maire de Berzé-la-Ville                                                                                     |
| 2 oct. 1904                              | 1936 (décès)     | Jules Fichet                                | Radical puis SFIO | Négociant en vins, maire de Saint-Martin-Belle-Roche                                                        |
| 1936                                     | 1940             | Joanny Arband (1886-1949)                   | SFIO              | Conseiller municipal de Sennecé-lès-Mâcon, Président de la cave viticole                                    |
| 1940                                     |                  |                                             |                   | Les conseils d'arrondissement ont été suspendus par la loi du 12 octobre 1940 et n'ont jamais été réactivés |
| Les données manquantes sont à compléter. |                  |                                             |                   | |

## Composition
| Communes                 | Population (2012) | Code postal | Code Insee |
| ------------------------ | ----------------- | ----------- | ---------- |
| Berzé-la-Ville           | 530               | 71960       | 71032      |
| Charbonnières            | 322               | 71260       | 71099      |
| Chevagny-les-Chevrières  | 403               | 71960       | 71126      |
| Hurigny                  | 2000              | 71870       | 71235      |
| Igé                      | 768               | 71960       | 71236      |
| Laizé                    | 693               | 71870       | 71250      |
| Mâcon                    | 34 469 (1)        | 71000       | 71270      |
| Milly-Lamartine          | 305               | 71960       | 71299      |
| La Roche-Vineuse         | 1 356             | 71960       | 71371      |
| Saint-Martin-Belle-Roche | 1 151             | 71118       | 71448      |
| Sancé                    | 1 807             | 71000       | 71497      |
| Senozan                  | 918               | 71260       | 71513      |
| Sologny                  | 458               | 71960       | 71525      |
| Verzé                    | 638               | 71960       | 71574      |

(1) fraction de commune.
La commune de Charnay-lès-Mâcon faisait partie du canton de Mâcon-Nord jusqu'en 1973, date à laquelle elle a été rattachée au canton de Mâcon-Centre.

## Démographie
| 1962 | 1968 | 1975 | 1982 | 1990 | 1999   | 2007   |
| ---- | ---- | ---- | ---- | ---- | ------ | ------ |
| -    | -    | -    | -    | -    | 25 262 | 26 284 |